# Cubocephalus nigriventris
Cubocephalus nigriventris là một loài tò vò trong họ Ichneumonidae.